# Tour de Flandes 1994
El Tour de Flandes 1994 fou la 78a edició del Tour de Flandes. La cursa es disputà el 3 d'abril de 1994, amb inici a Sint-Niklaas i final a Meerbeke i un recorregut de 268 quilòmetres. El vencedor final fou l'italià Gianni Bugno, que s'imposà a l'esprint per davant del belga Johan Museeuw i ucraïnès Andrei Txmil.
Era la segona cursa de la Copa del Món de ciclisme de 1994.

## Classificació final
|    | Ciclista                  | Equip                     | Temps      |
| -- | ------------------------- | ------------------------- | ---------- |
| 1  | Gianni Bugno (ITA)        | Polti-Vaporetto           | 6h 45' 20" |
| 2  | Johan Museeuw (BEL)       | GB-MG Maglificio-Bianchi  | m. t.      |
| 3  | Andrei Txmil (UKR)        | Lotto-Vetta-Caloi         | m. t.      |
| 4  | Franco Ballerini (ITA)    | Mapei-Clas                | m. t.      |
| 5  | Johan Capiot (BEL)        | TVM-Bison Kit             | + 1' 11"   |
| 6  | Fabio Baldato (ITA)       | GB-MG Maglificio-Bianchi  | + 1' 54"   |
| 7  | Guido Bontempi (ITA)      | Gewiss-Ballan             | m. t.      |
| 8  | Marc Sergeant (BEL)       | Histor-Novemail           | m. t.      |
| 9  | Edwig Van Hooydonck (BEL) | Wordperfect-Colnago-Decca | m. t.      |
| 10 | Frank Corvers (BEL)       | Collstrop-Willy Naessens  | m. t.      |